# Aidan Millar
Aidan Millar (* 1. Dezember 1995 in Canmore, Alberta) ist ein ehemaliger kanadischer Biathlet. Er nahm an zwei Weltmeisterschaften teil.

## Sportliche Laufbahn
Aidan Millar bestritt seine ersten internationalen Wettkämpfe bei den Olympischen Jugendspielen 2012, wo er als bestes Ergebnis einen neunten Platz mit der Mixedstaffel erreichte. Zwei Jahre später nahm er an den Jugendweltmeisterschaften 2014 in Presque Isle im US-Bundesstaat Maine teil, wo er mit Alexandre Dupuis und Jules Burnotte im Staffelrennen auf Anhieb die Silbermedaille gewann und zudem im Sprint den neunten Rang belegte. Neben zwei weiteren Junioren-WM-Teilnahmen, wo 2015 ein weiterer Top-10-Platz resultierte, gab der Kanadier in ebendiesem Jahr sein Debüt im IBU-Cup, wo er auch erste Punktgewinne erzielte. 2017 nahm er an seinen ersten Europameisterschaften entsandt und erreichte Ränge außerhalb der Top 70, im Januar 2018 bestritt er zudem in Antholz sein erstes Rennen im Weltcup und schloss den dortigen Sprint auf Rang 107 ab. Im Winter 2018/19 zeigte Millar auf der zweithöchsten Rennebene auf, neben einem fünften Platz im Mixedstaffelbewerb von Ridnaun erreichte er in Duszniki-Zdrój dank eines selten vorkommenden fehlerfreien Schießens Rang acht im Sprint. Daraufhin wurde der Kanadier nach dem Jahreswechsel in das Weltcupteam beordert und lief, nachdem erst eher schwache Ergebnisse zu Buche standen, in Soldier Hollow, Utah im Sprint überraschend auf Platz 20, womit er erstmals Weltcuppunkte sammeln konnte. Bei seinen ersten Weltmeisterschaften im schwedischen Östersund verfehlte Millar die Punkteränge deutlich, schrammte aber mit Rang 61 im Sprint nur haarscharf an einem Platz im Verfolgungsbewerb vorbei.

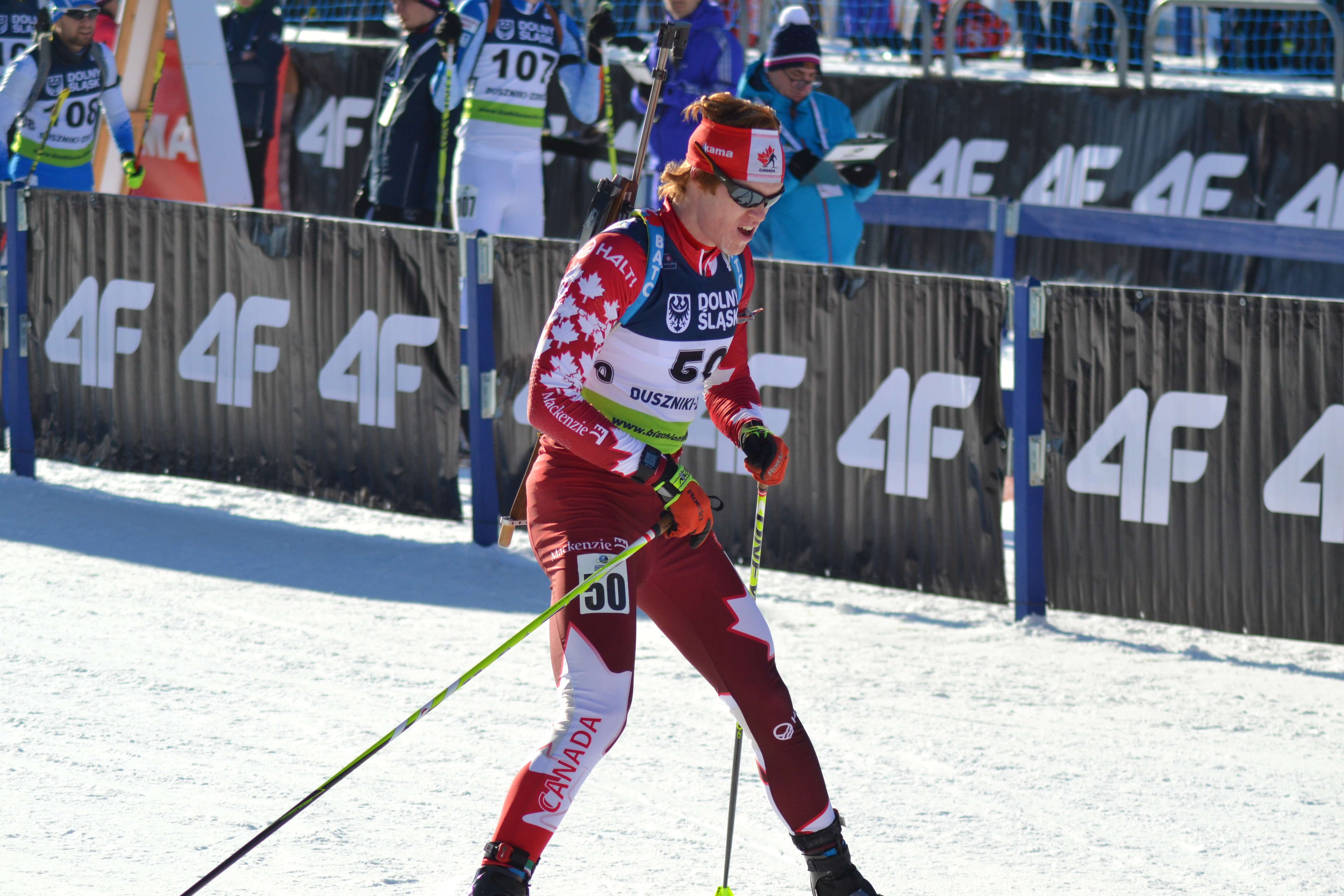
Zieleinlauf bei der EM 2017

Auch 2019/20 verhinderten in fast allen Wettkämpfen viele Schießfehler ordentliche Ergebnisse, negativer Höhepunkt wurde das WM-Einzel, welches Millar nach zehn Fehlern als 98. abschloss. Einen Erfolg gab es hingegen in Hochfilzen zu bejubeln, gemeinsam mit Jules Burnotte, Scott und Christian Gow beendete er den Staffelwettkampf mit etwa 30 Sekunden Rückstand auf das Podest als Viertplatzierter. Im Winter 2020/21 wurde er nach weiteren schwachen Rennen zu Beginn der Saison, bei denen ein 78. Platz beim Sprint in Hochfilzen sein bestes Ergebnis war, in den IBU-Cup zurückgestuft, verfehlte jedoch auch dort in fast allen Rennen die Punkteränge. Bei den Europameisterschaften bestritt der Kanadier nur das Einzelrennen, das er mit einem Rückstand von über zehn Minuten auf den Sieger Erlend Bjøntegaard auf dem 111. Rang beendete. In der Saison 2021/22 lief Millar durchgehend im IBU-Cup, schloss mit Ausnahme eines Sprints und eines Verfolgers zu Saisonbeginn aber – inklusive der EM – jedes Rennen außerhalb der Punkteränge ab.
Nachdem er sein festes Ziel, die Olympischen Spiele, klar verfehlt hatte, gab Aidan Millar nach Beendigung der nationalen Meisterschaften im März 2022 gemeinsam mit seiner Teamkollegin Megan Bankes sein Karriereende bekannt.

## Statistiken

### Weltcupplatzierungen
Die Tabelle zeigt alle Platzierungen (je nach Austragungsjahr einschließlich Olympische Spiele und Weltmeisterschaften).
- 1.–3. Platz: Anzahl der Podiumsplatzierungen
- Top 10: Anzahl der Platzierungen unter den ersten zehn (einschließlich Podium)
- Punkteränge: Anzahl der Platzierungen innerhalb der Punkteränge (einschließlich Podium und Top 10)
- Starts: Anzahl gelaufener Rennen in der jeweiligen Disziplin
- Staffel: inklusive Mixed- und Single-Mixed-Staffeln

| Platzierung | Einzel | Sprint | Verfolgung | Massenstart | Staffel | Gesamt |
| ----------- | ------ | ------ | ---------- | ----------- | ------- | ------ |
| 1. Platz    |        |        |            |             |         |        |
| 2. Platz    |        |        |            |             |         |        |
| 3. Platz    |        |        |            |             |         |        |
| Top 10      |        |        |            |             | 1       | 1      |
| Punkteränge |        | 1      | 1          |             | 7       | 9      |
| Starts      | 6      | 12     | 1          |             | 7       | 26     |

### Weltcupwertungen
Ergebnisse bei Biathlon-Weltcups (Disziplinen- und Gesamtweltcup) gemäß Punktesystem
| Saison  | Einzel | Einzel | Sprint | Sprint | Verfolgung | Verfolgung | Massenstart | Massenstart | Gesamt | Gesamt |
| Saison  | Platz  | Punkte | Platz  | Punkte | Platz      | Punkte     | Platz       | Punkte      | Platz  | Punkte |
| ------- | ------ | ------ | ------ | ------ | ---------- | ---------- | ----------- | ----------- | ------ | ------ |
| 2018/19 | –      | –      | 64.    | 21     | 79.        | 2          | –           | –           | 76.    | 23     |

### Biathlon-Weltmeisterschaften
Ergebnisse bei Weltmeisterschaften:
| Weltmeisterschaften | Weltmeisterschaften | Einzelwettbewerbe | Einzelwettbewerbe | Einzelwettbewerbe | Einzelwettbewerbe | Staffelwettbewerbe | Staffelwettbewerbe | Staffelwettbewerbe |
| Jahr                | Ort                 | Einzel            | Sprint            | Verfolgung        | Massenstart       | Herrenstaffel      | Mixedstaffel       | S.-M.-Staffel      |
| ------------------- | ------------------- | ----------------- | ----------------- | ----------------- | ----------------- | ------------------ | ------------------ | ------------------ |
| 2019                | Östersund           | 93.               | 61.               | –                 | –                 | 13.                | –                  | –                  |
| 2020                | Antholz             | 98.               | –                 | –                 | –                 | –                  | –                  | –                  |

### Jugend-/Juniorenweltmeisterschaften
Millar nahm 2014 an den Jugend- und ab 2015 an den Juniorenwettkämpfen teil.
| Weltmeisterschaften | Weltmeisterschaften | Einzelwettbewerbe | Einzelwettbewerbe | Einzelwettbewerbe | Herrenstaffel |
| Jahr                | Ort                 | Einzel            | Sprint            | Verfolgung        | Herrenstaffel |
| ------------------- | ------------------- | ----------------- | ----------------- | ----------------- | ------------- |
| 2014                | Presque Isle        | 22.               | 9.                | 23.               | 2.            |
| 2015                | Minsk               | 66.               | 8.                | 14.               | 9.            |
| 2016                | Cheile Grădiștei    | 66.               | 55.               | 37.               | 14.           |